# Военен съюз (България)
Военният съюз, наричан също Военна лига, е организация на действащи и запасни офицери в Царство България, която играе важна роля в политическия живот между двете световни войни. Военният съюз е забраняван неколкократно и се свързва с противоконституционни действия, сред които Деветоюнския, Деветнадесетомайския и Деветосептемврийския преврат и масовите политически убийства в средата на 1920-те.

## Опит за създаване на Военен съюз през 1914 година
Първият опит за създаване на Военен съюз е от началото на 1914 г., след поражението на България в Междусъюзническата война, неяснотите около започването на която предизвикват напрежение между народняшко-прогресисткото правителство и военното командване.
В опита за създаване на офицерска организация през 1914 година участват главно младши офицери, но за инициатори на движението са сочени генерал Михаил Савов и други висши офицери, близки до Народнолибералната партия. Участниците в съюза провеждат няколко сбирки в бирената фабрика в Павлово, но въпреки благосклонното отношение на либералното правителството не срещат масова подкрепа сред офицерството. В контекста на успешните военни преврати в Сърбия през 1903 година и в Османската империя през 1908 и 1913 година опозиционните партии и цар Фердинанд I реагират остро на създаването на организацията, по-видните ѝ представители са изпратени в провинцията и тя прекратява съществуването си.

## Основаване и Деветоюнски преврат
Опитите за създаване на офицерска организация са подновени в началото на 1919 година, след края на Първата световна война, като в много гарнизони са сформирани групи, главно от офицери от средните нива. Правителството и повечето традиционни партии толерират създаването на организацията и през лятото ръководителите на гарнизонните организации се срещат в сградата на Министерството на войната. На срещата е насрочен Учредителен конгрес на организацията и е сформирана група, която да подготви устав и други документи, в която най-активно участват Кимон Георгиев, Никола Рачев и Дамян Велчев.
Първоначалната цел на организацията е да защитава интересите на офицерите в нестабилната политическа обстановка след края на войната. По-късно Дамян Велчев сочи като основни причини за създаването на съюза опасенията от установяване на комунистически режим, като в Русия и Унгария, и страха на офицерите за собственото им бъдеще след поражението във войната. Със самото си създаване Военният съюз си поставя и политически цели, обявявайки се срещу партизанщината, комунизма и съсловната идеология на БЗНС. За разлика от 1914 година, сега организацията получава негласна подкрепа от новия цар Борис III - в нея се включват активно неговите адютанти Първан Драганов и Христо Калфов, който през 1914 година е писал в печата, че „военните лиги подриват първата и най-възвишена основа на армията“.
Учредителният конгрес е проведен през октомври 1919 година в Министерството на войната. Той утвърждава устав на организацията и избира нейното първо ръководство — председател става полковник Михаил Каридов, а останалите членове на Постоянното присъствие са Никола Рачев, Славейко Василев, Кимон Георгиев, Никола Каблешков, Асен Буков и полковник Г. Георгиев.
С подписването на Ньойския договор и съставянето на изцяло земеделско правителство напрежението между офицерите и правителството нараства. През май 1920 година поручик Борис Тодоранов предава на властите документи на съюза, разкриващи съществуването и мащаба на организацията (Тодоранов е измъчван и убит от подразделение на Военния съюз по време на Априлските събития през 1925 година). На Втория конгрес на съюза на 6 юли 1920 година за председател е избран полковник Иван Вълков.
При предстоящите масови съкращения на офицери, Военният съюз се опитва да овладее ключови постове в армията. На 9 септември над 100 офицери открито протестират срещу назначаването за началник на Военната канцелария на полковник Гаврил Личев. Това безпрецедентно действие предизвиква острата реакция на министър-председателя Александър Стамболийски, който е и военен министър, и Висшият военен съвет публично осъжда акцията и взима мерки за ликвидиране на Военния съюз. До края на годината основни дейци на съюза — началникът на щаба на армията Петър Мидилев, началникът на Първа пехотна софийска дивизия Велизар Лазаров, Славейко Василев, Дамян Велчев, Александър Цанев, Ставри Андреев - са последователно уволнени от армията. Началник на щаба на армията става лоялният към земеделците полковник Никола Топалджиков, а Гаврил Личев е назначен за началник на софийския гарнизон и Първа военна област.
Въпреки мерките на правителството Военният съюз не е ликвидиран. Уволнените негови ръководители се организират, като най-активни са Никола Рачев, Дамян Велчев и Кимон Георгиев. Възстановена е структурата на организацията в армията, като в дейността ѝ участват по-малко хора, но при по-строга конспирация. През ноември 1921 и юли и декември 1922 година се провеждат конгреси, като Военният съюз си поставя за цел да има възможност да установи контрол над армията и цялата държава.
Заедно с Народния сговор, Военният съюз изиграва решаваща роля в отстраняването на управлението на Българския земеделски народен съюз с Деветоюнския преврат през 1923 г.

## При управлението на Демократическия сговор
След преврата Военният съюз, с негласната подкрепа на новото правителството начело с Александър Цанков, организира политическите репресии, последвали Септемврийското въстание (1923) и Атентата в църквата „Св. Неделя“ (1925). В атентата загива секретарят на Съюза Никола Рачев и на негово място е избран Дамян Велчев, който остава на този пост до 1935 година.
Участието на военни в политическо насилие в страната, което става с участието на военния министър Иван Вълков, постепенно създава напрежение между него и Дамян Велчев. На конгреса на Военния съюз в сградата на военното министерство на 23 юни 1928 година се стига до сбиване между привърженици на двамата, след като Вълков предлага Военният съюз да се закрие. През септември 1928 година Велчев е демонстративно уволнен от армията в нарушение на обичайната процедура, след което започва изграждането на нелегална структура на Военния съюз, успоредна на казионната, оглавявана от Вълков.

## Възстановяване и Деветнадесетомайски преврат
С усилията на Дамян Велчев Военният съюз е възстановен и от 1930 година отново провежда редовните си ежегодни конгреси. Председател на съюза е Велизар Лазаров, а след неговото включване в Народното социално движение през 1932 г. - генерал Анастас Ватев. На 9 май 1934 година Ватев изненадващо е назначен за военен министър и ръководството на съюза е поето от старшия по чин член на Централното управление генерал Пенчо Златев.
Организацията се отнася отрицателно както към правителството на Демократическия сговор, така и към това на Народния блок. На конгреса, проведен на 27 ноември 1933 година е взето решение за подготовка на държавен преврат, който да доведе до ликвидране на партиите и ВМРО, съставяне на надпартийно правителство и установяване на тоталитарен режим. Ръководството на Военния съюз се сближава с радикалната организация Звено и, заедно с нея, организира Деветнадесетомайския преврат през 1934 г. Начело на новото правителство застава Кимон Георгиев. Непосредствено след преврата групата Звено се опитва цялостно да трансформира обществения ред в страната.
През есента на 1934 година в управляващите среди и Военния съюз се оформят две обособени крила – промонархическо, начело с Пенчо Златев, и прорепубликанско, водено от Дамян Велчев. През октомври Кимон Георгиев се опитва да отстрани Златев от ръководството на военното министерство, заменяйки го с Велчев, но ръководството на Военния съюз се противопоставя. На конгреса на Военния съюз през ноември Дамян Велчев остава в изолация, като организацията отхвърля голяма част от политиката на кабинета.
На 21 януари 1935 година Централното управление на Военния съюз разглежда дейността на правителството и е взето решение част от политическите лица в кабинета, главно от „Звено“, да бъдат заменени с военни. На следващия ден Кимон Георгиев подава оставката на правителството и е назначен нов кабинет начело с Пенчо Златев. Правителствена криза през април дава възможност на цар Борис III да отстрани ръководството на Военния съюз от управлението, като е съставен нов кабинет начело с Андрей Тошев. Част от ръководството на Военния съюз, начело с Крум Колев, Радослав Календеров и Виктор Найденов, се противопоставя на това развитие и планира извършването на преврат на 28 април, но акцията е отменена, поради вътрешни разногласия. 
На 3 май е проведен конгрес на Военния съюз, който декларира лоялност към царя и приема да подкрепя новото правителство, доколкото то се придържа към идеите на Деветнадесетомайския преврат. Забранено е участието на запасни офицери (като Дамян Велчев) в ръководството, за политически секретар на съюза е избран Виктор Найденов, а останалите членове на Централното управление са Христо Данчев (който пребивава в Плевен и обикновено е заместван от Владимир Заимов), Георги Тановски, Крум Колев, Радослав Календеров, Захари Доспевски и Михаил Узунов. В началото на юни Найденов умира от внезапно и бързо развило се заболяване, като според Дамян Велчев свързва смъртта си с посещение при княз Кирил Преславски. Самият Велчев преминава в нелегалност, опасявайки се за живота си.
Последният конгрес на Военния съюз се провежда на 18 юли 1935 година в Банкя, като за секретар е избран Владимир Заимов. Военният министър Стефан Цанев отказва да присъства на конгреса и не признава избраното ръководство, а в края на юли най-активните участници в съюза са уволнени от армията. През следващите седмици Заимов активно контактува с различни политически кръгове, опитвайки се да намери подкрепа за ново правителство, което да бъде оглавено от Георги Кьосеиванов.
През есента на 1935 година Дамян Велчев и най-радикалната група на Военния съюз правят нов опит за преврат, който е ликвидиран в зародиш. През март 1936 година военният министър генерал Христо Луков издава заповед за разпускането на съюза, която е сведена до знанието на всеки офицер в армията срещу личен подпис.

## Деветосептемврийски преврат
Радикалната група във Военния съюз продължава дейността си, като все повече се сближава със Звено и Българската комунистическа партия. Те играят активна роля в организирането на Деветосептемврийския преврат през 1944 г., след който Дамян Велчев става военен министър. През следващите години са изолирани от управлението и през 1947 комунистическото правителство провежда показен политически процес срещу бивши членове на Военния съюз, а Дамян Велчев, който е посланик в Швейцария, отказва да се върне в страната и е лишен от българско гражданство.